# Institut national médico-sanitaire
L'Institut national médico-sanitaire (INMeS) du Bénin est une entité de l'université d'Abomey-Calavi situé à Cotonou chargée de former ses étudiants aux métiers d'infirmier ou infirmier d'état et de sage-femme,,,.

## Création
En 1963 la première école chargée de former les infirmières a été créée sous l'appellation de « École nationale des infirmiers d’État du Dahomey ». Deux années plus tard, l'École nationale des sages-femmes d’État du Bénin voit le jour. Une année après, le gouvernement de l'époque, prend un décret qui entérine la création de l'actuel INMeS qui est le résultat du jumelage des deux premières écoles. Ainsi, L'INMeS devient une école qui forme à la fois les étudiants aux métiers d'infirmier ou infirmier d'état et de sage-femme.

## Formations
L'Institut national médico-sanitaire (INMeS) de l'Université Abomey Calavi forme ses apprenants dans deux spécialités au niveau licence : infirmiers ou infirmiers d'état et de sages femmes et plus récemment dans quatre spécialités au niveau master : anesthésie et réanimation, gynécologie, pédiatrie-puériculture et santé mentale,.

## Admission
À la création de INMeS, les apprenants y entraient avec le brevet d'études du premier cycle (BEPC). Dans la perspective de répondre aux exigences régionales et internationales, l’universitarisation de la formation des infirmiers et sages-femmes a été décidé par les autorités politiques béninoises en 2010. Dès lors, pour étudier à l'institut national médico-sanitaire il faut être titulaire d'un baccalauréat série scientifique,.